# Zhangjiapan (häradshuvudort i Kina, Shaanxi, lat 37,60, long 108,80)
Zhangjiapan (kinesiska: 张家畔, 靖边县) är en häradshuvudort i Kina. Den ligger i provinsen Shaanxi, i den nordvästra delen av landet, omkring 370 kilometer norr om provinshuvudstaden Xi'an. Antalet invånare är 355 939. Befolkningen består av 170 328 kvinnor och 185 611 män. Barn under 15 år utgör 17,0 %, vuxna 15-64 år 76 %, och äldre över 65 år 5,0 %.
Runt Zhangjiapan är det ganska tätbefolkat, med 58 invånare per kvadratkilometer. Det finns inga andra samhällen i närheten. Trakten runt Zhangjiapan består i huvudsak av gräsmarker.
Genomsnittlig årsnederbörd är 586 millimeter. Den regnigaste månaden är juli, med i genomsnitt 181 mm nederbörd, och den torraste är december, med 2 mm nederbörd.